# Tore Lindzén
Tore Lindzén (Stoccolma, 27 febbraio 1914 – Stoccolma, 23 gennaio 2003) è stato un pallanuotista svedese che ha partecipato alle Olimpiadi estive di Berlino 1936, giocando 3 sole partite.